# Тернівка (Тульчинський район)
Те́рнівка — село в Україні, у Крижопільській селищній громаді Тульчинського району Вінницької області, адміністративний центр Тернівського старостинського округу. До 2020 року входило до складу Крижопільського району Вінницької області та було центром Тернівської сільської ради. За даними на 2024 рік, населення села становило 1357 жителів.
Cело Тернівка складається з двох частин — Великої Тернівки (східної частини) та Малої Тернівки (західної частини), що існували як два окремих села до адміністративного об'єднання в 1957 році. У минулому Велика Тернівка також була відома як Тернавка Жабокрицька, а Мала Тернівка — як Тернавка Комаргородська або Голубецька. Перші відомості про існування Великої та Малої Тернівок датуються XVIII століттям.
У період входження до складу Речі Посполитої Тернівка була частиною Брацлавського воєводства. У Російській імперії станом на XIX століття Велика та Мала Тернівки входили до Ольгопільського та Ямпільського повітів відповідно в складі Подільської губернії. В Українській РСР обидва села увійшли до Крижопільського району в складі Тульчинської округи (1923—1930) та Вінницької області (з 1932 року). Під час Другої світової війни Велика та Мала Тернівки були включені до румунської зони окупації з тимчасовою румунською цивільною управою — губернаторства Трансністрія (1941—1944).

## Географія
Станом на 2024 рік село займало площу 3,02 км² (302 га). У Тернівці бере початок річка Бережанка, що тече переважно на північний схід і в селі Ободівка впадає в річку Берладинку, ліву притоку Дохни. За описом у «Географічному словнику Королівства Польського» (1892), Велика Тернівка знаходилася на річці Тернівка (Тернавка), притоці Дохни, та розташовувалася в горбистій місцевості, перемежованій досить глибокими ярами; Мала Тернівка знаходилася при витоках річки Тернівка.
За описом, поданим у виданні «Парафії та церкви Подільської єпархії» (1901), центральна частина Великої Тернівки розташовувалася в низовинній котловині, північна та південна частини — на невеликих схилах; Мала Тернівка розташовувалася на трьох пологих пагорбах, розділених у долині ставком і маленькою річкою. Кліматичні умови місцевості характеризувалися як сприятливі для здоров'я, відзначалася наявність багатих гаїв та велика кількість садів. Ґрунти були представлені чорноземами.

## Назва
Назва Те́рнівка (раніше також Тернавка, Тарнавка або Тарновка), імовірно, пов'язана з назвою Ternow Las (Тернів Ліс), що позначено на місці околиць нинішньої Тернівки на карті де Боплана XVII століття. За місцевою легендою, першими поселенцями Тернівки були біженці, які ховалися від татарських набігів та оселялись у місцях, зарослих терниною.
Для розрізнення східної та західної частин Тернівки, що раніше існували як окремі села, історично використовувалися додаткові назви:
- Велика Тернівка (нині східна частина села Тернівка) також була відома як Тернавка Жабокрицька[9]. Назва Жабокрицька, ймовірно, пов'язана з належністю села в попередній період до одного ключа (адміністративно-територіальної одиниці) із селом Жабокрич. У польських джерелах XIX століття село згадувалось як Tarnawka Żabokrzycka або Tarnawka Wielka[4], у румунських джерелах XX століття — як Ternavca Mare[10].
- Мала Тернівка (нині західна частина села Тернівка) також була відома як Тернавка Комаргородська[9] або Тернавка Голубецька[11]. Назви «Комаргородська» та «Голубецька», ймовірно, пов'язані з належністю села в попередні періоди до одних ключів із селами Комаргород та Голубече відповідно. У польських джерелах село згадувалось як Tarnawka Hołubecka або Tarnawka Mała[4], у румунських — як Ternavca Mică[10].

## Адміністративна належність
У результаті адміністративно-територіальної реформи в Україні у 2020 році село Тернівка увійшло до Крижопільської селищної громади в складі Тульчинського району Вінницької області. У 2021 році в межах Крижопільської селищної громади було створено Тернівський старостинський округ із центром у селі Тернівка.

### Історичні дані
- У Речі Посполитій села Тернавка Жабокрицька (Велика Тернавка) та Тернавка Комаргородська (Мала Тернавка) входили до складу Брацлавського воєводства. Зокрема, станом на 1777 рік Тернавка Жабокрицька (Тарнавка) належала до М'ястківського ключа Вінницького повіту Брацлавського воєводства[14].
- У Російській імперії Тернавка Жабокрицька та Тернавка Комаргородська входили до складу Подільської губернії:

- Тернавка Жабокрицька певний час була центром Тернавської волості Ольгопільського повіту, згодом включена до Чоботарської волості, теж Ольгопільського повіту.
- Тернавка Комаргородська входила до Тиманівської волості Ямпільського повіту, згодом — до Княжівської волості того ж повіту; водночас за церковним поділом парафія Тернавки Комаргородської належала до Ольгопільського повіту Подільської єпархії.
- 7 (20) листопада 1917 року, відповідно до Третього Універсалу Української Центральної Ради, увійшло до складу Української Народної Республіки.

- В Українській СРР Велика та Мала Тернівки увійшли до Крижопільського району[16], створеного в 1923 році при встановленні нового адміністративно-територіального поділу Поділля. Крижопільський район з 1923 до 1930 року входив до Тульчинської округи[19], у червні 1930 року був приєднаний до Вінницької округи[20], у вересні переведений у пряме підпорядкування Української СРР[21] та з 1932 року включений до складу новоствореної Вінницької області[22].
- Під час румунської окупації (1941—1944) Велика Тернівка (Ternavca Mare) та Мала Тернівка (Ternavca Mică) у складі Крижопільського району (Raionul Crijopol) були віднесені до Жугастрівського повіту (Județul Jugastru) губернаторства Трансністрія[10], що знаходилося під тимчасовою румунською цивільною управою.
- Станом на 1946 рік Велика та Мала Тернівки залишалися в складі Крижопільського району Вінницької області[23]. В 1957 році два села були адміністративно об'єднані в один населений пункт — село Тернівка Крижопільського району Вінницької області[24]. Село було центром Тернівської сільської ради[25].

## Історія

### Стародавні поселення
На північ від сучасного села Тернівка розташоване поселення трипільської культури (IV—III тис. до н. е.), на північний захід від села — поселення епохи бронзи (II тис. до н. е.).

### Заснування села

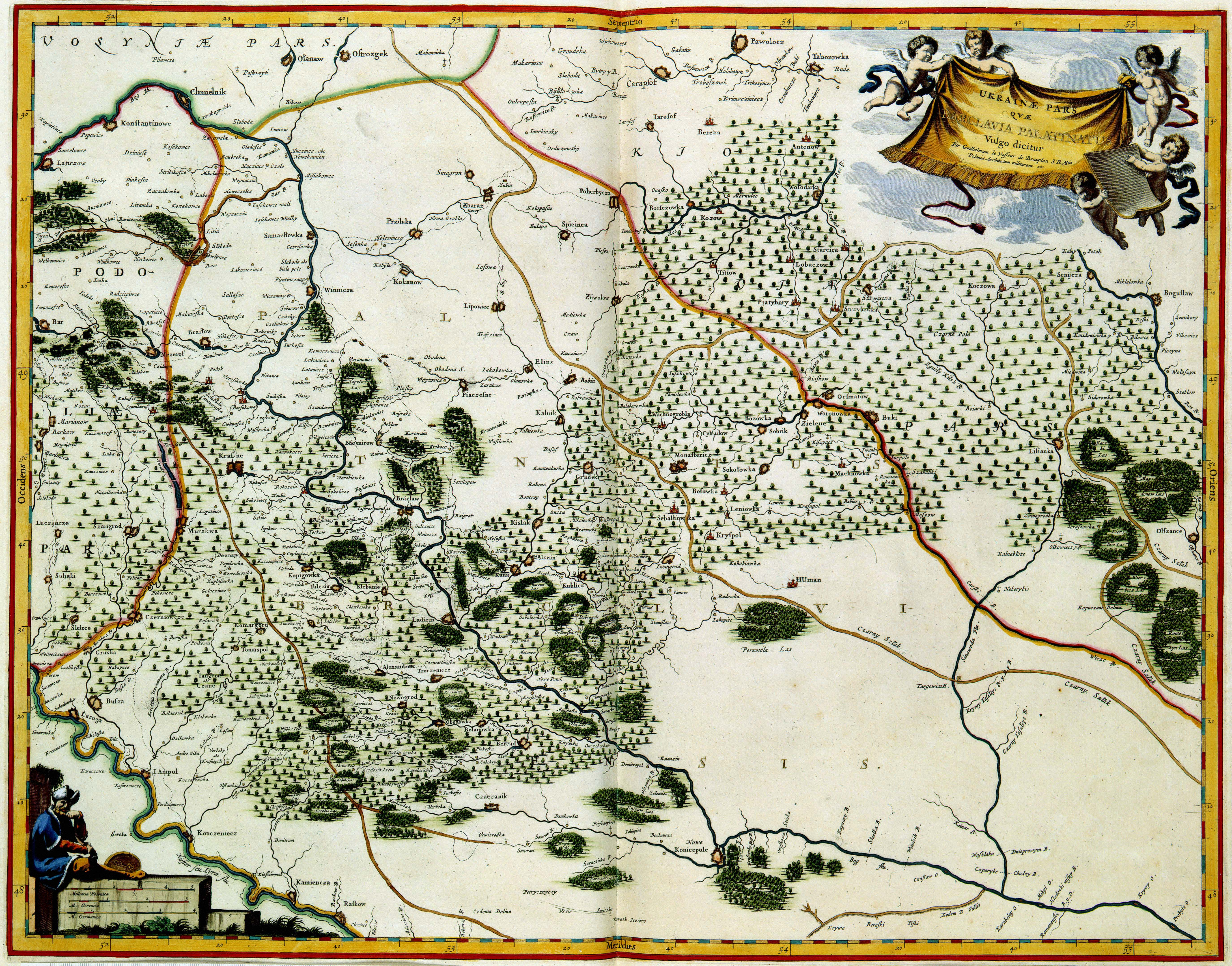
Карта Брацлавського воєводства авторства де Боплана XVII століття, у лівій нижній частині якої позначено Тернів Ліс (Ternow Las)

Дата заснування Великої та Малої Тернівок невідома. За місцевою легендою, першими поселенцями в Тернівці були біженці, які ховалися від татарських набігів та оселялись у місцях, зарослих терниною. На карті Брацлавського воєводства авторства де Боплана середини XVII століття на місці нинішнього села Тернівка позначено Тернів Ліс (Ternow Las), із західного боку якого проходив Кучманський шлях, один із так званих татарських торгово-воєнних шляхів, що поєднували Дике Поле з лісостеповою частиною України.

### У складі Речі Посполитої
Існують відомості про побудову дерев'яного православного храму у Великій Тернівці в 1703 році та дерев'яної церкви в ім'я святого Архістратига Михаїла в Малій Тернівці в 1726 році. Найраніші відомі метричні книги сіл, що зберігаються в Центральному державному історичному архіві України, датуються 1760 роком для Тернавки Жабокрицької (Великої Тернівки) та 1772 роком для Тернавки Комаргородської (Малої Тернівки). У середині XVIII століття місцеві парафіяни перейшли в унійну церкву: станом на 1779 рік парафія Малої Тернавки належала до Ямпільського деканату.
У 1770 році граф Рум'янцев-Задунайський повідомляв у реляції до імператриці Катерини II про напад татар 27 квітня (8 травня за новим стилем) на польські селища, серед яких згадував Тернівку, а також сусідні Голубече та Зеленянку. Згідно з реляцією, татари взяли місцевих жителів у полон, чому не змогла перешкодити мала команда малоросійських козаків, розташована в Жабокричках: полонивши одного татарина, але втративши двох козаків, вона не в змозі була переслідувати ворога в переважаючих перед собою силах.
Станом на 1777 рік власником Тернівки був князь Олександр Любомирський, про що відомо з ерекційного фундушу, наданого ним Хрестовоздвиженській церкві (у Великій Тернівці). За умовами фундушу, князь Любомирський забезпечував церкву та її парафію орним полем у трьох змінах по 16 днів, сінокосом на 30 косарів, плацом під побудову дому з городом, правом безплатного помелу в млинах села та правом брати з лісу дерево для побудов і опалення, а також звільненням від сплати податків і десятин.

### У складі Російської імперії
Після другого поділу Речі Посполитої та анексії Поділля і Брацлавщини Російською імперією, місцева парафія в 1795 році була приєднана до російської православної церкви. У 1797 році в Тернавці Жабокрицькій на заміну попередній дерев'яній церкві 1703 року побудови було закінчено будівництво нового кам'яного храму, що був освячений на честь Воздвиження Хреста Господнього. У 1832 році коштом поміщика Бжозовського до храму була прибудована кам'яна дзвіниця.
У квітні 1861 року селяни Тернівки доєдналися до виступу селян містечка Жабокрич, які відмовилися від виконання повинностей на користь поміщиків унаслідок незадоволення умовами селянської реформи. Виступ розповсюдився на сусідні села, такі як Зеленянка, Соколівка, Павлівка, Китайгород, Попелюхи, Торканівка, а згодом і на інші населені пункти Ольгопольського, Брацлавського та Гайсинського повітів із сукупним населенням до 40 тисяч чоловік. Виступ був придушений введеними військами.
У 1863 році в Тернавці Комаргородській було збудовано нову дерев'яну церкву на заміну попередньому храму 1726 року побудови. У 1870 році у двох верстах від Тернавки Комаргородської та в трьох верстах від Тернавки Жабокрицької було відкрито залізничну станцію Крижопіль, через яку розпочався рух поїздів на новозбудованій дільниці Жмеринка — Бірзула Києво-Балтської залізниці. На 1885 рік у Тернавці Жабокрицькій знаходилося волосне правління, у селі була православна церква та два питні доми. У Тернавці Комаргородській була своя православна церква та питний дім. В обох селах діяли церковноприходські школи.
- Олександр Любомирський (на 1777 рік)
- Бжозовські

- Зенон Бжозовський (на 1861 рік)
- Іван (Ян) Бжозовський (на 1905 рік)

- Аполонія Карвовська
- Грохольські

- Генрик Грохольський (на 1833 рік)
- Тадеуш Грохольський (з 1892 року)

За даними «Географічного словника» (1892), у власності селян Тернавки Жабокрицької було 1416 десятин землі, у селян Тернавки Комаргородської — 680 десятин. За даними на 1901 рік, основним заняттям мешканців Тернавки Жабокрицької було хліборобство; крім того, деякі з парафіян ходили на заробітки на найближчу залізницю та займалися візництвом буряків до цукрового заводу. Про жителів Тернавки Комаргородської повідомлялось, що вони займалися землеробством, деякі — ремеслами: у селі було п'ять ковалів, вісім теслярів та три шевці.
Тернавка Жабокрицька належала родині Бжозовських. Зокрема, станом на 1905 рік власником Тернавки Жабокрицької був Іван (Ян) Бжозовський, син Зенона Бжозовського. Тернавка Комаргородська певний час належала Аполонії Карвовській, згодом — родині Ґрохольських. Зокрема, в 1833 році власником Тернавки Комаргородської став Генрик Ґрохольський (1802—1866), онук брацлавського воєводи Марціна Ґрохольського, син Міхала Ґрохольського й Марії зі Слізнів. За умовами родинного поділу батьківського спадку в 1892 році Тернавку Комаргородську отримав Тадеуш Грохольський, син Генрика Ґрохольського. Він же залишався власником станом на 1905 рік.
У 1905—1907 роках у Тернівці сталися селянські заворушення, їх ватажків Я. Артемчука та X. Іваницьку було страчено.

### Визвольні змагання
Див. також: Крижопіль § Визвольні змагання та Бої за станцію Крижопіль (1920)
У 1919—1920 роках на території залізничної станції Крижопіль та навколишніх земель відбувалися бойові дії між союзницькими військами УНР і Галицької армії та військами РСЧА і ЗСПР. Учасник боїв за Вапнярку і Крижопіль Євген Ґловінський залишив спогади, у яких згадував Велику та Малу Тернівки серед навколишніх сіл, де точилися бої в 1919 році:

### У складі СРСР

#### Перший радянський період
У доповідній записці начальника Вінницького обласного відділу ДПУ УСРР секретарю ЦК КП(б)У Панасу Любченку від 1 березня 1932 року на підтвердження антиколгоспних настроїв серед населення, зокрема, наводилися слова селянина-«середняка» з Тернівки, Федота Юрчука, як сказані ним серед односельців у розмові про хлібозаготівлі: 
|  | Колектив — це панщина, як колись була, й її утворено, щоб була змога висасувати останній хліб, що отправляють за кордон. В колгосп я не вступлю, і другому не раджу, послідній хліб ми здать не можем, а переобложили нас зумисно, щоб загнати в колгосп. |

Під час організованого радянською владою Голодомору 1932—1933 років померло щонайменше 225 жителів Тернівки, зокрема 151 житель Великої Тернівки та 74 жителі Малої Тернівки.

#### Друга світова війна
Під час Другої світової війни, з 22—23 липня 1941 року, Велика Тернівка та Мала Тернівка були окуповані румунськими військами (гірським корпусом 3-ї румунської армії) та згодом включені в губернаторство Трансністрія, що знаходилося під тимчасовою румунською цивільною управою. Під час окупації було вбито 15 жителів Малої Тернівки та 1 жителя Великої Тернівки. 16 березня 1944 року Велика та Мала Тернівки були зайняті радянськими військами (303-ю стрілецькою дивізією 73-го стрілецького корпусу 52-ї армії 2-го Українського фронту).

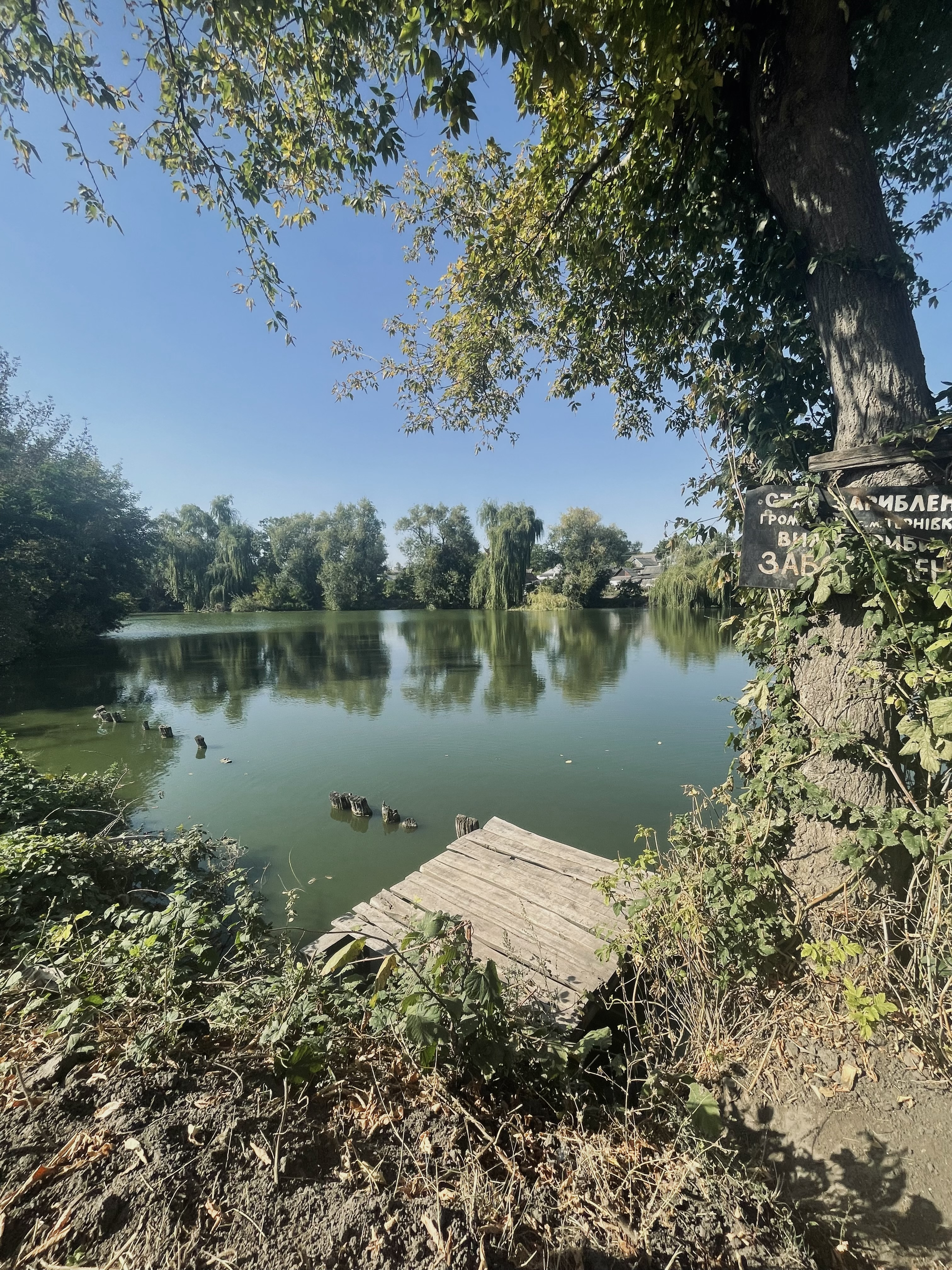
Став у Малій Тернівці

#### Другий радянський період
У 1957 році Велика та Мала Тернівки були об'єднані в одне село Тернівка. Станом на 1972 рік, у Тернівці діяв колгосп «Україна», за яким було закріплено 2860 га землі, у тому числі 2230 га орної. Колгосп був спеціалізованим господарством відгодівлі великої рогатої худоби. У селі діяли восьмирічна та початкова школи, 2 бібліотеки та 2 будинки культури. У 1981 році біля будинку культури в Тернівці було відкрито пам'ятку «Пам'ятник 241 воїну-односельчанину, загиблому на фронтах Великої Вітчизняної війни».

### У незалежній Україні
У листопаді 2015 року в результаті пожежі був знищений Свято-Михайлівський храм 1863 року забудови в Малій Тернівці. За повідомленням ГУ ДСНС України у Вінницькій області, вогнем було знищено купол, покрівлю і стелю на площі орієнтовно 100 м² та пошкоджено внутрішнє оздоблення стін. Силами парафіян та меценатів храм був побудований наново та освячений митрополитом Могилів-Подільської єпархії УПЦ (МП) у листопаді 2019 року.

## Церква

### Свято-Хрестовоздвиженська церква (Велика Тернівка)

#### Храм
Побудова першої відомої церкви у Великій Тернівці датується 1703 роком. Це був дерев'яний храм, збудований на кошти парафіян. 1797 року на заміну попередній дерев'яній церкві 1703 року побудови, що була закрита через ветхість, було споруджено нинішній кам'яний храм у Великій Тернівці, освячений на честь Воздвиження Хреста Господнього. У 1832 році коштом поміщика Бжозовського до храму була прибудована кам'яна дзвіниця. У 1866 році проводилося подальше будівництво та розширення кам'яної церкви. У 1878 році єпископом Подільським і Брацлавським Феогностом було надано дозвіл оштукатурити церкву і дзвіницю та пофарбувати дах на церкві і дзвіниці.

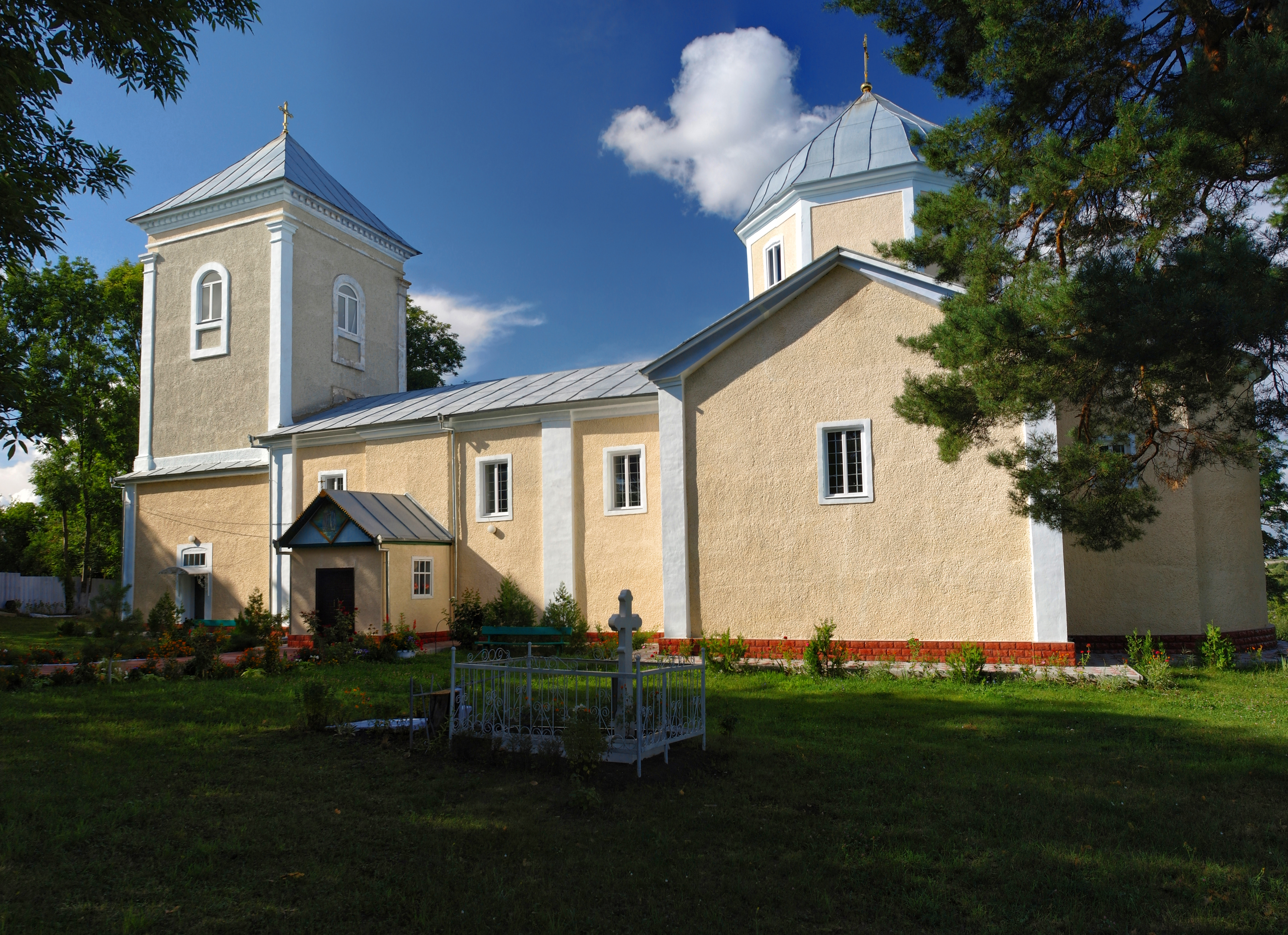
Храм 1797 року побудови
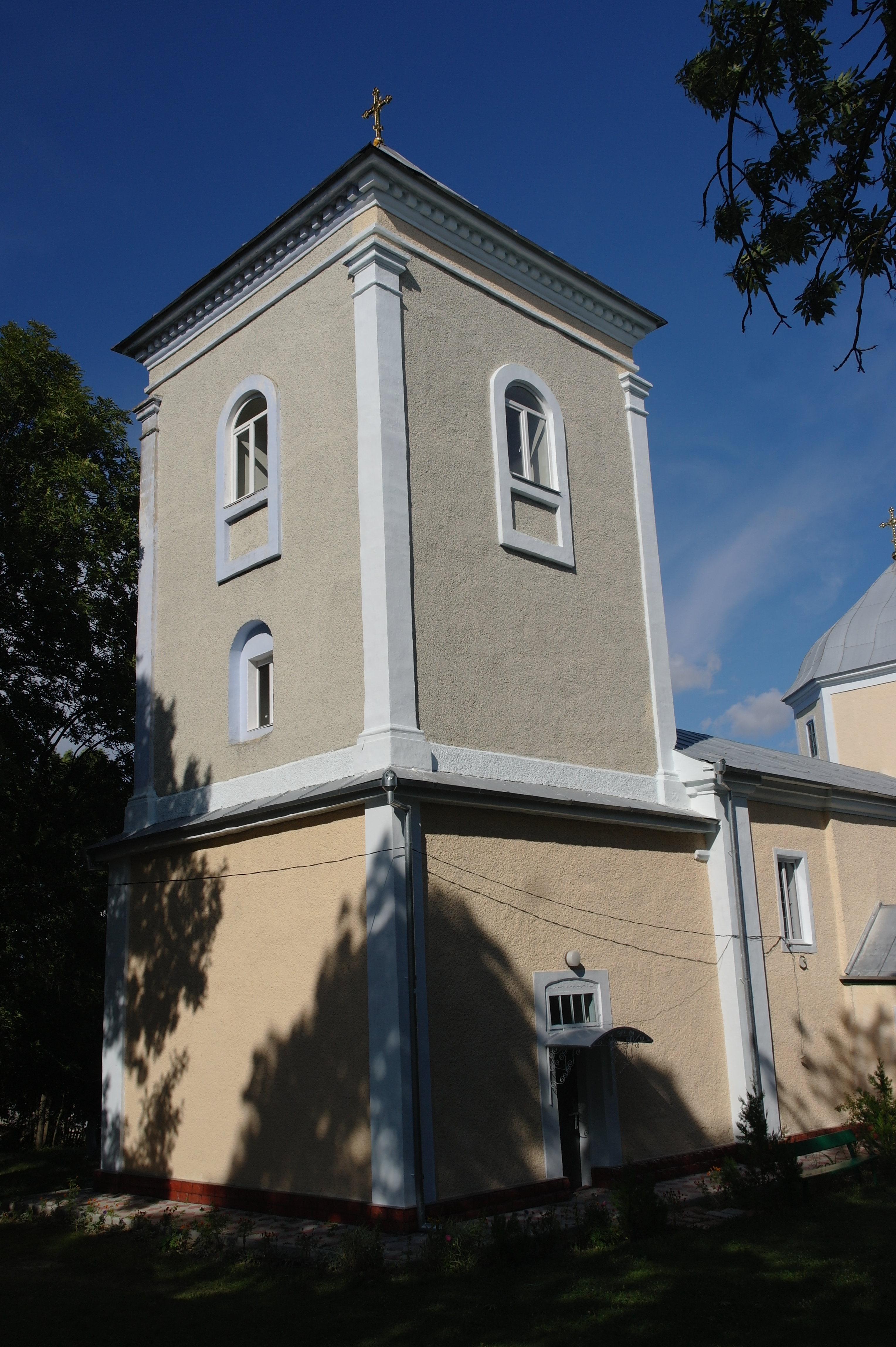
Дзвіниця 1832 року побудови

#### Парафія
У середині XVIII століття місцева парафія була приєднана до унійної церкви. У 1777 році князь Олександр Любомирський надав Хрестовоздвиженській церкві ерекційний фундуш, що забезпечував церкву та її парафію орним полем у трьох змінах по 16 днів, сінокосом на 30 косарів, плацом під побудову дому з городом, правом безплатного помелу в млинах села та правом брати з лісу дерево для побудов і опалення, а також звільненням від сплати податків і десятин.
Наприкінці XVIII століття парафія була приєднана до російської православної церкви. У 1888 році були побудовані причтові приміщення, в 1892 році — приміщення для церковноприходської школи, що існувала при церкві з 1866 року. За даними на 1901 рік, у користуванні причту Великої Тернівки було 56 десятин 1200 сажнів церковних земель, зокрема 2 десятини 832 сажні садибної землі, 53 десятини 2327 сажнів орної землі в 3 змінах та 1 десятина 600 сажнів сіножатей.

### Свято-Михайлівська церква (Мала Тернівка)

#### Храм
Побудова першого відомого храму в Малій Тернівці датується 1726 роком. Це була дерев'яна церква, освячена в ім'я святого Архістратига Михаїла. У подальшому церкву було закрито через ветхість, на місці престолу було встановлено кам'яний хрест. У 1863 році було збудовано нову дерев'яну церкву на садибі, подарованій селянином Матвієм Хмелем.
У листопаді 2015 року 152-річний храм було знищено внаслідок пожежі. За повідомленням ГУ ДСНС України у Вінницькій області, вогнем було знищено купол, покрівлю і стелю на площі орієнтовно 100 м² та пошкоджено внутрішнє оздоблення стін. У листопаді 2019 року силами парафіян та меценатів храм був побудований заново та освячений митрополитом Могилів-Подільської єпархії УПЦ (МП).

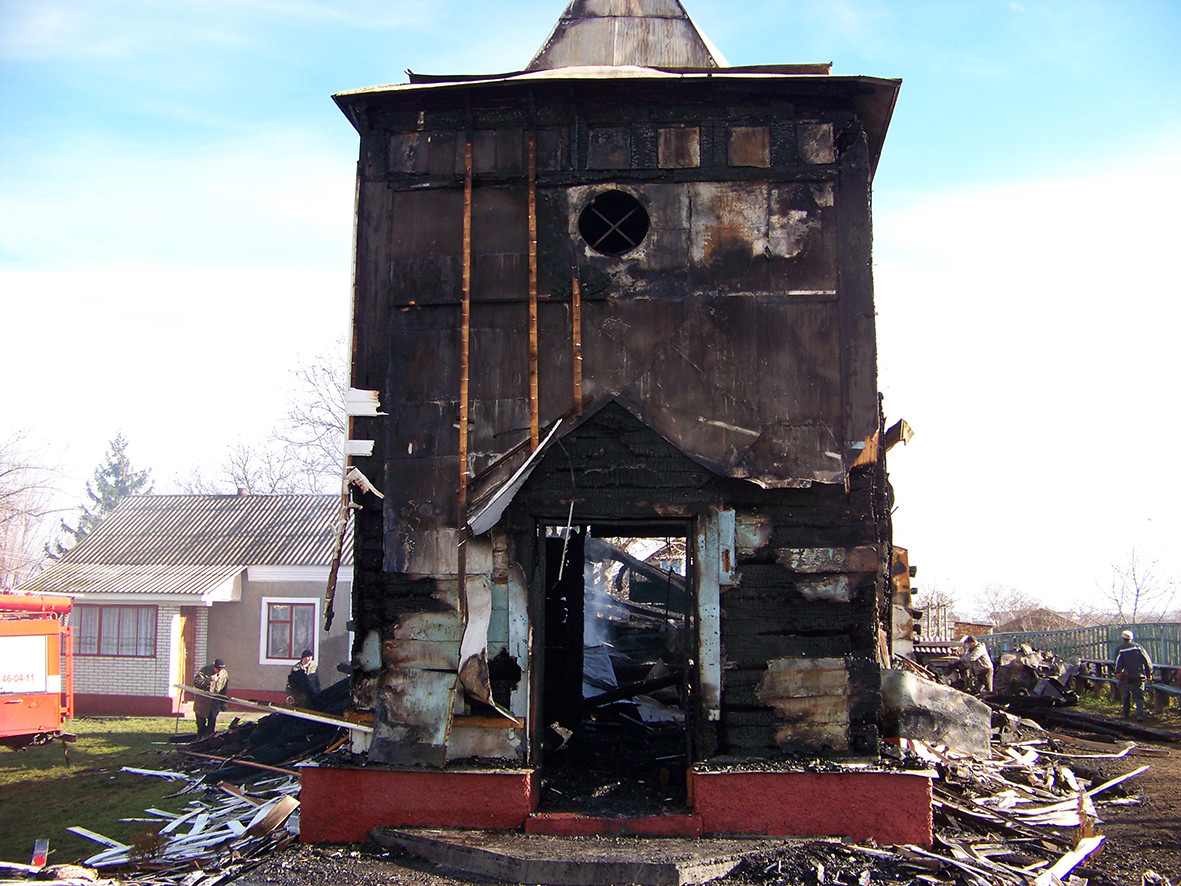
Після пожежі 2015 року
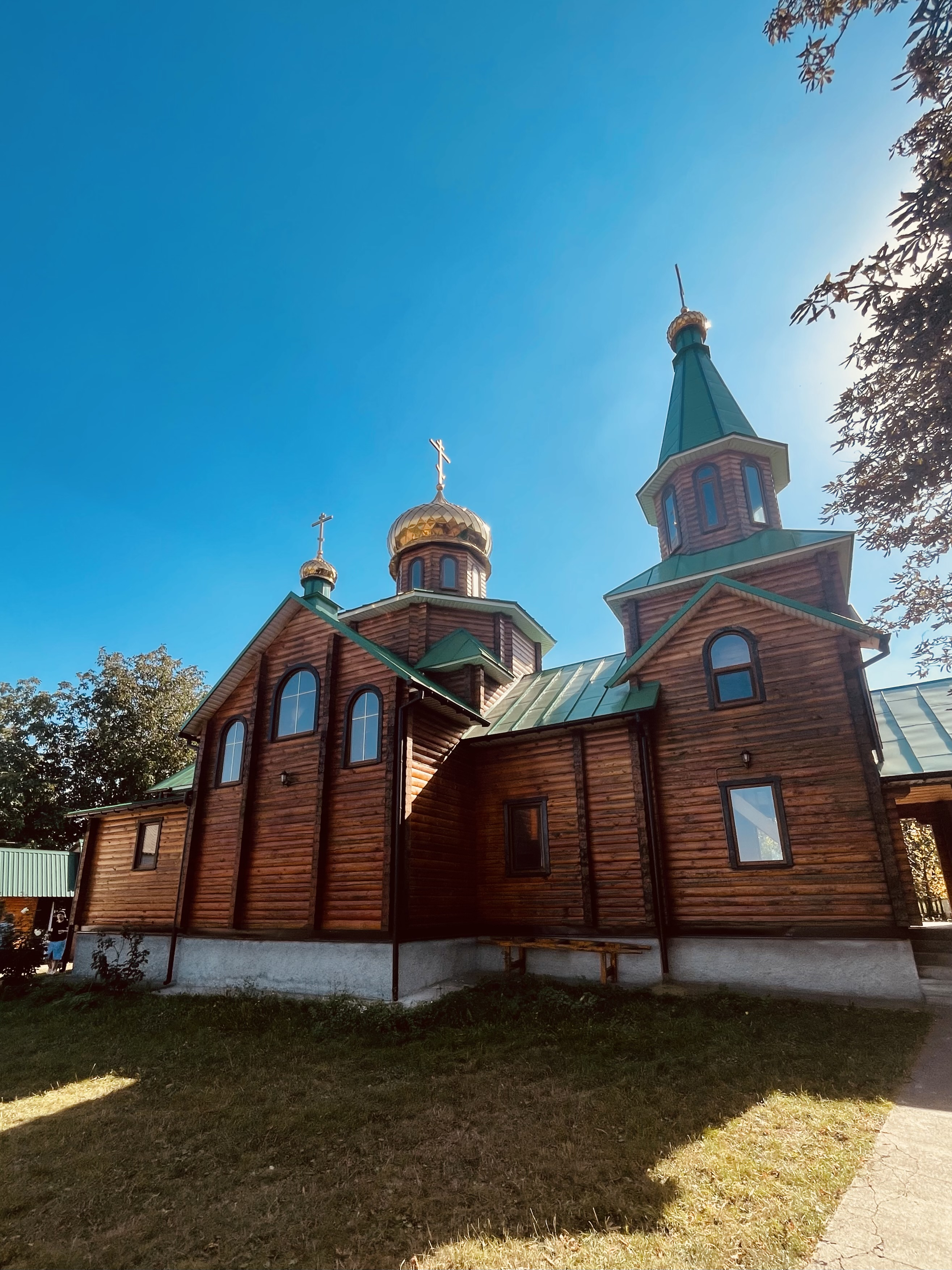
Храм 2019 року побудови
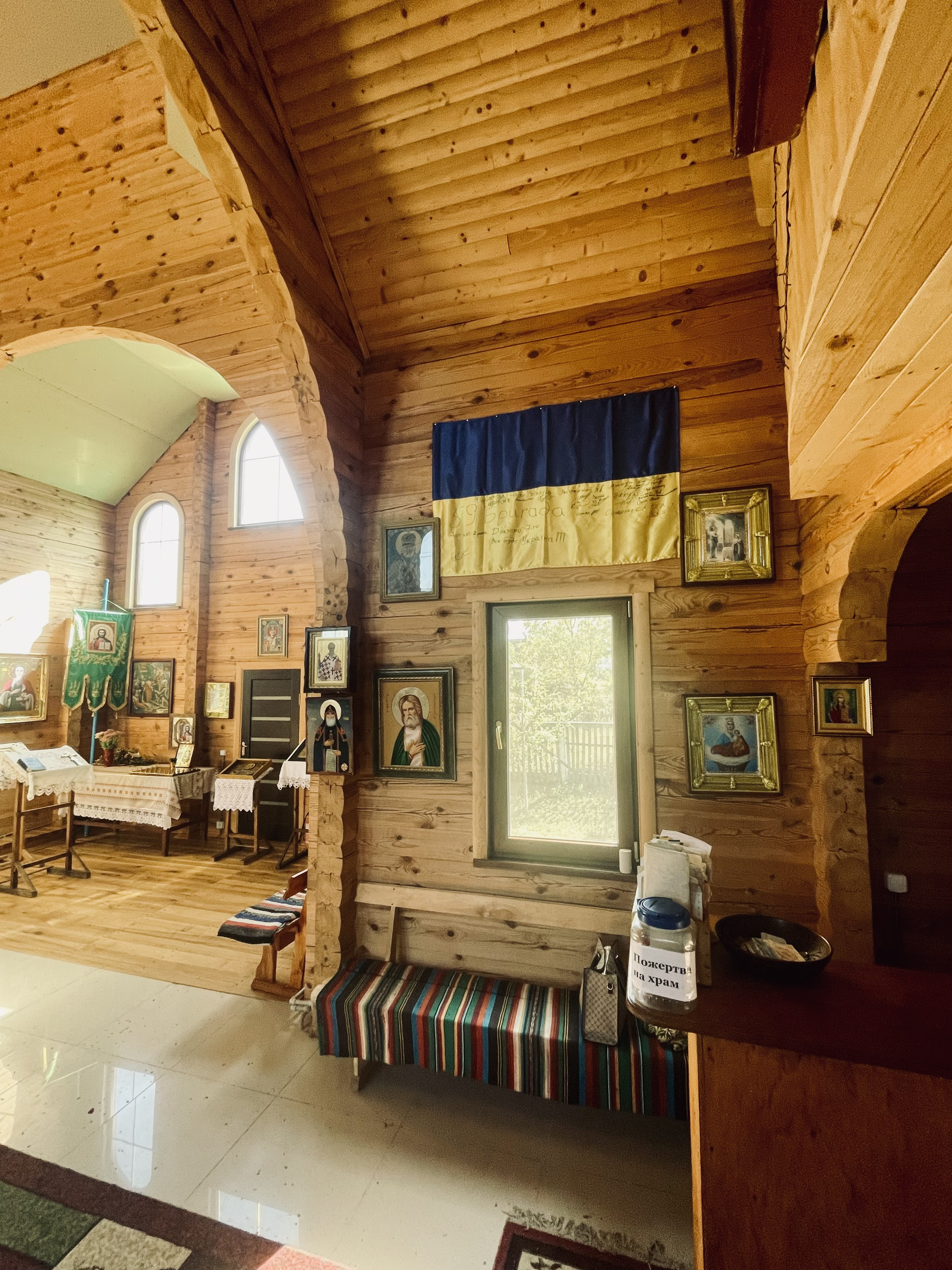
Всередині храму (2023 рік)

#### Парафія
У середині XVIII століття місцеві парафіяни перейшли в унійну церкву: станом на 1779 рік парафія Малої Тернавки належала до Ямпільського деканату. У 1795 році місцева парафія була приєднана до російської православної церкви. За даними на 1901 рік, у користуванні причту Малої Тернівки було 36 десятин 817 сажнів, зокрема 2 десятини 817 сажнів садибної землі, 22 десятини 1496 сажнів орної землі та 10 десятин 904 сажні сіножатей.
Від початку повномасштабного вторгнення у 2022 році Свято-Михайлівська церква в Малій Тернівці стала місцевим осередком волонтерської діяльності: парафіяни та місцеві жителі готували на кухні при трапезній біля церкви домашню їжу, яка доставлялась українським військовим на передову; продукти для приготування страв та інші необхідні речі купувалися на зібрані в громаді кошти.

## Населення

### Чисельність
- За даними на 1885 рік, у Тернавці Жабокрицькій (Великій Тернівці) було 174 двори та 1536 жителів; у Тернавці Комаргородській (Малій Тернівці) — 72 двори та 551 житель[11].
- За даними на 1892 рік, у Тернавці Жабокрицькій було 125 дворів та 1306 жителів; у Тернавці Комаргородській — 65 дворів та 486 жителів[4].
- За даними на 1893 рік, у Тернавці Жабокрицькій було 284 двори та 1793 жителів; у Тернавці Комаргородській — 177 дворів та 944 жителі[9].
- За переписом 1897 року в Тернавці Жабокрицькій було 1962 жителі[47]; у Тернавці Комаргородській — 883 жителі[47].
- За даними на 1905 рік, у Тернавці Жабокрицькій було 456 дворів та 2188 жителів; у Тернавці Комаргородській — 196 дворів та 912 жителів[15].
- За даними на 1925 рік, у Великій Тернівці було 643 господарства та 2103 жителі; у Малій Тернівці було 293 господарства та 1165 жителів[16].
- За даними на 1972 рік, населення Тернівки становило 2394 людини[35].
- За переписом 1989 року постійне населення Тернівки становило 1900 жителів. Наявне населення становило 1886 жителів[48].
- За переписом 2001 року постійне населення Тернівки становило 1775 жителів. Наявне населення становило 1762 жителі[49][50].
- За даними на 1 січня 2024 року, населення села Тернівка становило 1357 жителів[1].

|                 | 1885 рік | 1892 рік | 1893 рік | 1897 рік | 1905 рік | 1925 рік | 1972 рік | 1989 рік | 2001 рік | 2024 рік |
| --------------- | -------- | -------- | -------- | -------- | -------- | -------- | -------- | -------- | -------- | -------- |
| Велика Тернівка | 1536     | 1306     | 1793     | 1962     | 2188     | 2103     | —        | —        | —        | —        |
| Мала Тернівка   | 551      | 486      | 944      | 883      | 912      | 1165     | —        | —        | —        | —        |
| Разом           | 2087     | 1792     | 2737     | 2845     | 3100     | 3268     | 2394     | 1900     | 1775     | 1357     |

|                 | 1885 рік | 1892 рік | 1893 рік | 1897 рік | 1905 рік | 1925 рік | 1972 рік | 1989 рік | 2001 рік | 2024 рік |
| --------------- | -------- | -------- | -------- | -------- | -------- | -------- | -------- | -------- | -------- | -------- |
| Велика Тернівка | 174      | 125      | 284      | —        | 456      | 643      | —        | —        | —        | —        |
| Мала Тернівка   | 72       | 65       | 177      | —        | 196      | 293      | —        | —        | —        | —        |
| Разом           | 246      | 190      | 461      | —        | 652      | 936      | —        | —        | —        | —        |

### За статтю та віком
- За переписом 1897 року в Тернавці Жабокрицькій серед 1962 жителів було 957 чоловіків (48,78 %) та 1005 жінок (51,22 %)[47]; у Тернавці Комаргородській — серед 883 жителів було 436 чоловіків (49,37 %) та 447 жінок (50,62 %)[47].
- За переписом 1989 року в Тернівці серед 1900 жителів постійного населення було 802 чоловіки (42,21 %) та 1098 жінок (57,79 %). Серед 1886 жителів наявного населення було 792 чоловіки (41,99 %) та 1094 жінки (58,00 %)[48].
- За даними на 2024 рік, у Тернівці серед 1357 жителів було 548 чоловіків (40,38 %; з них 54 чоловіки 18—26 років та 357 чоловіків 27—59 років), 638 жінок (47,02 %), 113 дітей до 14 років (8,33 %), 58 дітей 14—17 років (4,27 %)[1].

| Зареєстровано всього | Чоловіків | Чоловіків | Чоловіків | Чоловіків | Жінок | Жінок | Дітей до 14 років | Дітей до 14 років | Дітей 14—17 років | Дітей 14—17 років |
| Зареєстровано всього | Всього    | %         | 18—26     | 27—59     | осіб  | %     | осіб              | %                 | осіб              | %                 |
| -------------------- | --------- | --------- | --------- | --------- | ----- | ----- | ----------------- | ----------------- | ----------------- | ----------------- |
| 1357                 | 548       | 40        | 54        | 357       | 638   | 47    | 113               | 8                 | 58                | 4                 |

### За мовою
- За переписом 2001 року в Тернівці серед 1775 жителів постійного населення 1761 людина (99,21 %) вказали рідною мовою українську, 10 людей (0,56 %) — російську, 3 людини (0,17 %) — білоруську[49][51].

| Мова       | Кількість | Відсоток |
| ---------- | --------- | -------- |
| українська | 1761      | 99,21 %  |
| російська  | 10        | 0,56 %   |
| білоруська | 3         | 0,17 %   |
| Усього     | 1775      | 100 %    |

### За релігією
- За переписом 1897 року в Тернавці Жабокрицькій серед 1962 жителів було 1948 православних (99,29 %)[47]; у Тернавці Комаргородській серед 883 жителів було 875 православних (99,09 %)[47].
- За даними на 1901 рік, у Тернавці Жабокрицькій було 2018 православних парафіян; у Тернавці Комаргородській — 914[5].

## Економіка
Станом на 2024 рік у Тернівці було зареєстровано 5 фермерських господарств і 1 торговельний магазин.

## Транспорт
Тернівка з'єднана автомобільною дорогою загального користування місцевого значення С020918 з дорогою територіального значення Т 0202 Могилів-Подільський — Ямпіль — Бершадь — Умань. Крізь Тернівку також проходить автомобільна дорога загального користування місцевого значення О022003 Савинці — Вільшанка — Велика Кісниця. Найближча залізнична станція — Крижопіль.

## Соціальна сфера

### Освіта
Станом на 2021 рік у Тернівці діяв навчально-виховний комплекс «Загальноосвітній навчальний заклад І—ІІ ступенів — дошкільний навчальний заклад». У 2021 році Крижопільська селищна рада ухвалила рішення про закриття школи в Тернівці з переведенням учнів до опорної школи в Крижополі.

### Медицина
Станом на 2021 рік у Тернівці діяв фельдшерсько-акушерський пункт, що входив до структури Крижопільської амбулаторії загальної практики—сімейної медицини в складі Крижопільського центру первинної медико-санітарної допомоги.

## Культура

### Вишивка
У березні 2025 року на виставці «Вишивка Східного Поділля» в музеї Івана Гончара були представлені жіночі вишиті сорочки із села Тернівка початку XX століття:

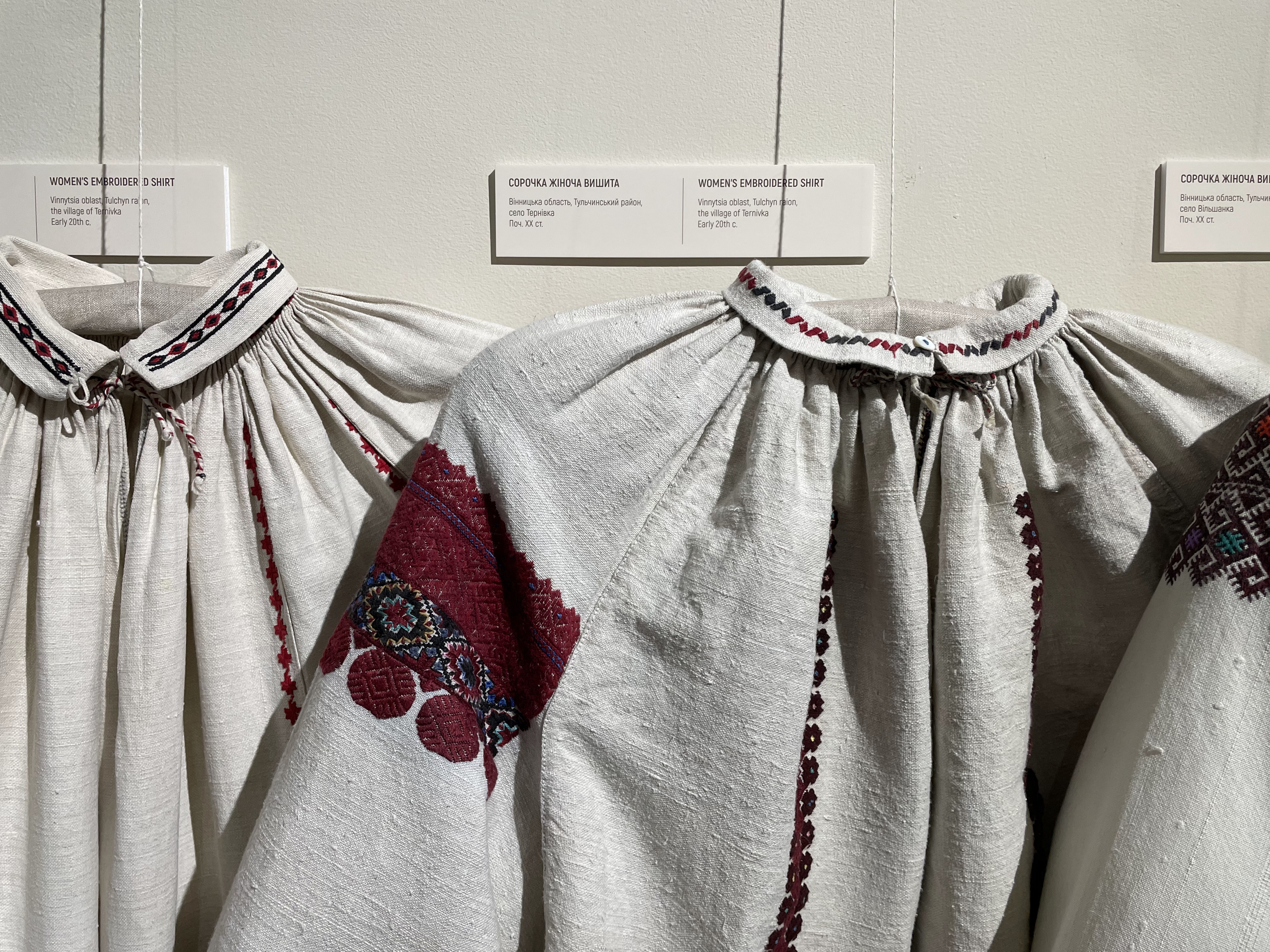
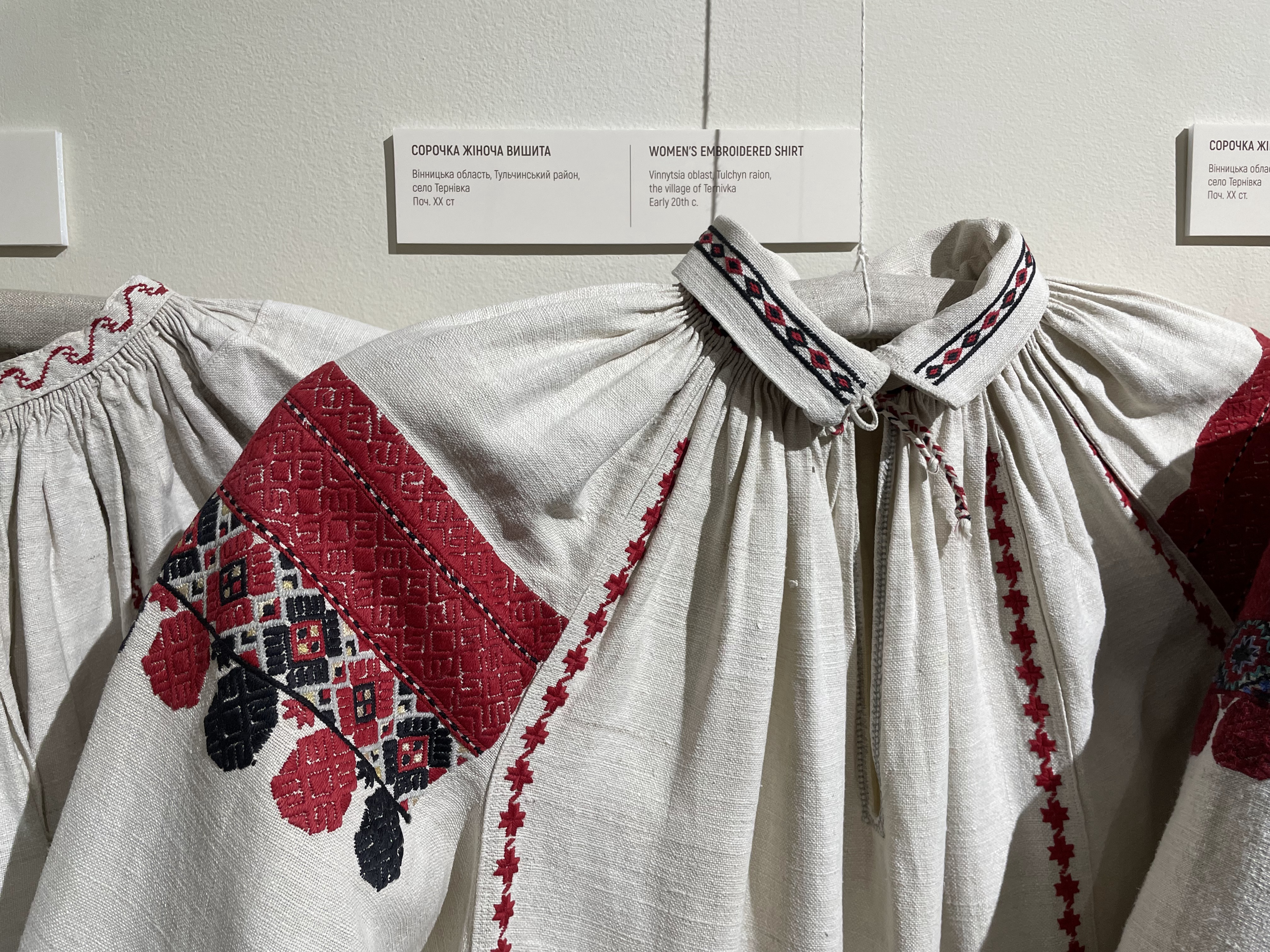
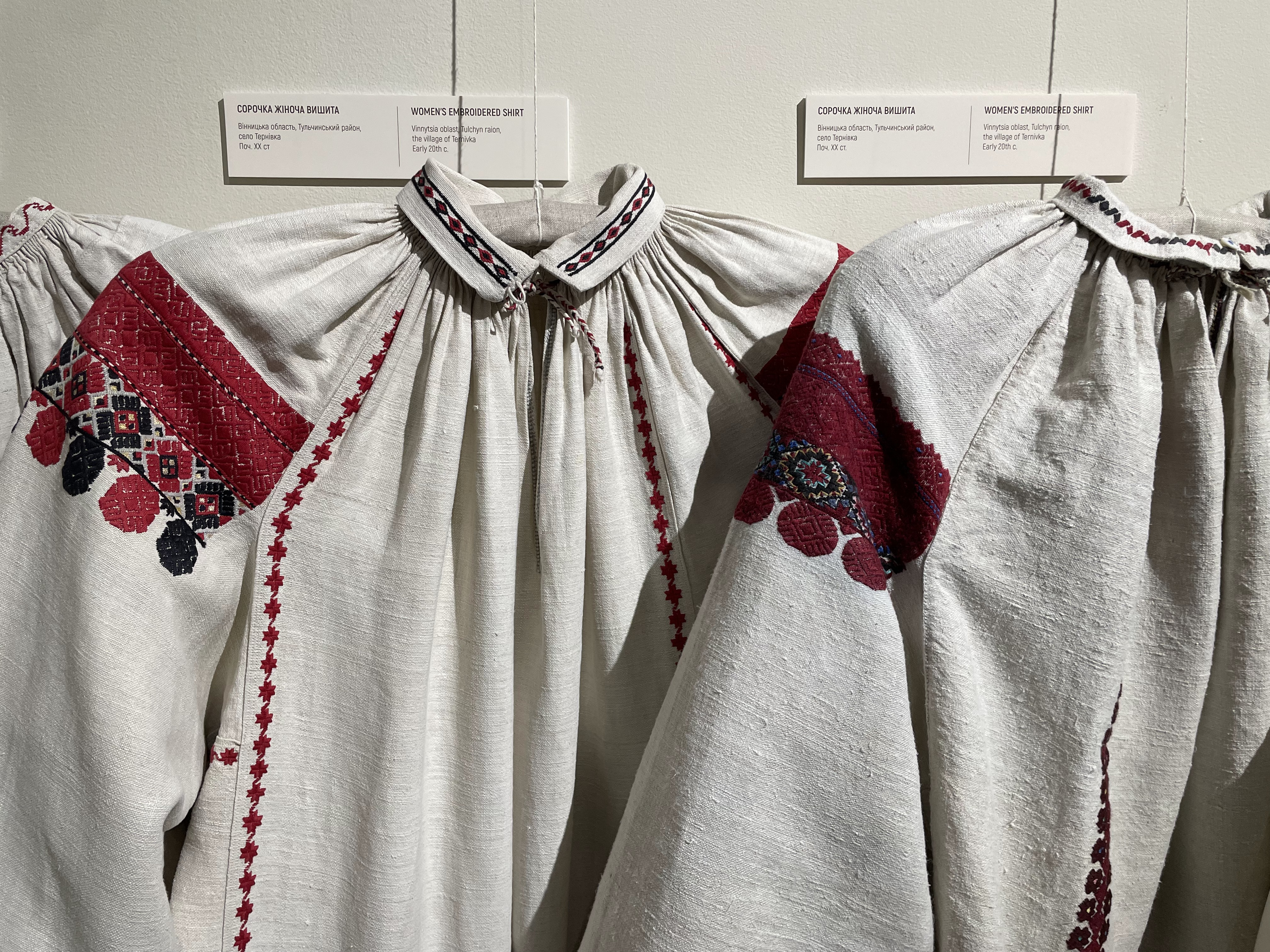

## Пам'ятки

### Пам'ятки археології
Поблизу села Тернівка виявлено два стародавніх поселення, що включені до переліку пам'яток археології місцевого значення Вінницької області:
- 1 поселення трипільської культури (IV—III тис. до н. е.) — розташоване на північ від села, відкрите в 1996 році М. В. Потупчиком.
- 1 поселення епохи бронзи (II тис. до н. е.) — розташоване на північний захід від села, відкрите у 2003 році М. В. Потупчиком.

### Пам'ятки архітектури
- Хрестоздвиженська церква 1795 року побудови — пам'ятка архітектури місцевого значення[58].

### Пам'ятки історії
- Пам'ятка «Пам'ятник 241 воїнам — односельчанам, загиблим на фронтах Великої Вітчизняної війни» — відкрито в 1981 році, пам'ятка історії місцевого значення[41].

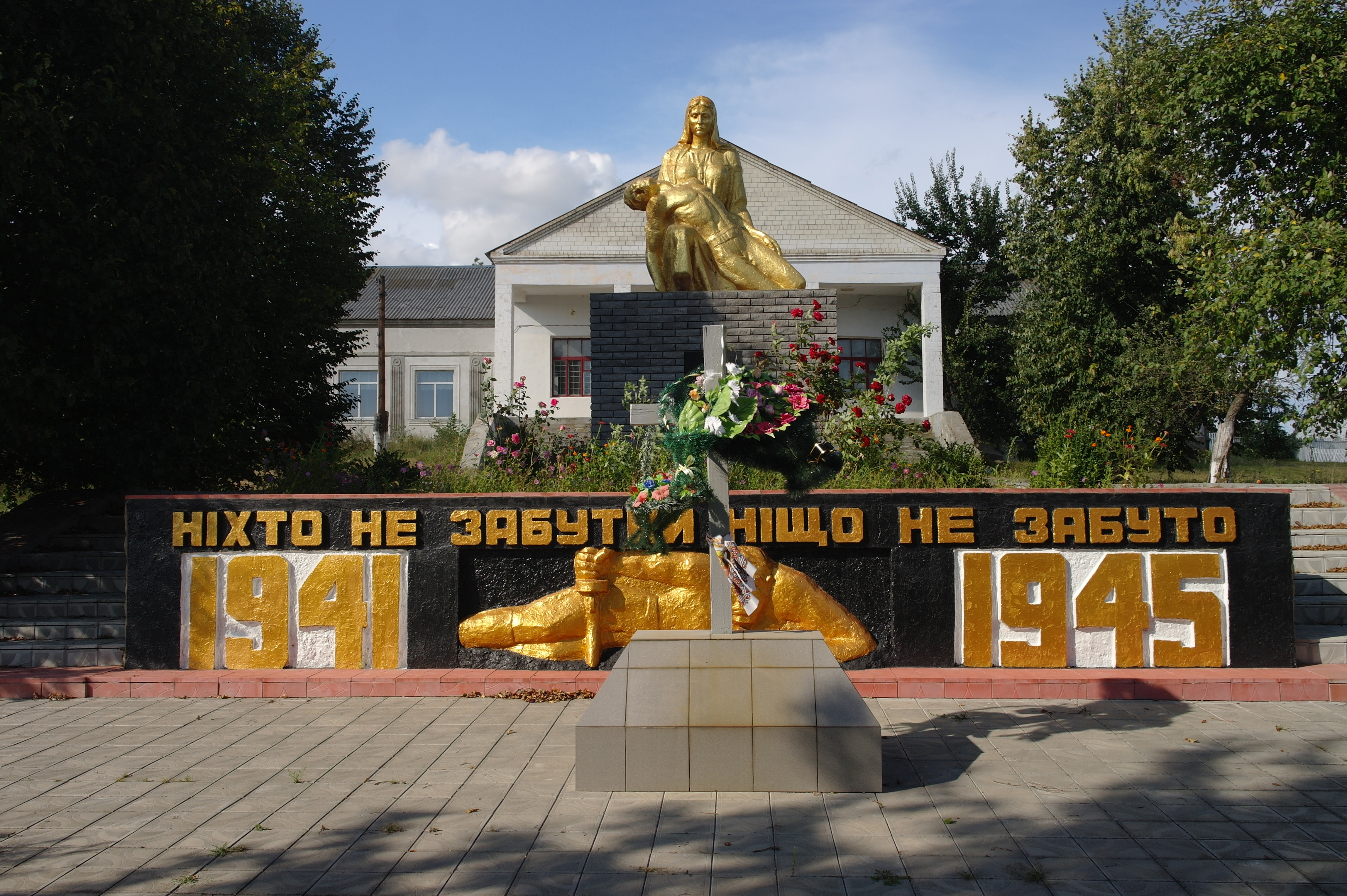
Пам'ятка «Пам'ятник 241 воїнам — односельчанам, загиблим на фронтах Великої Вітчизняної війни»
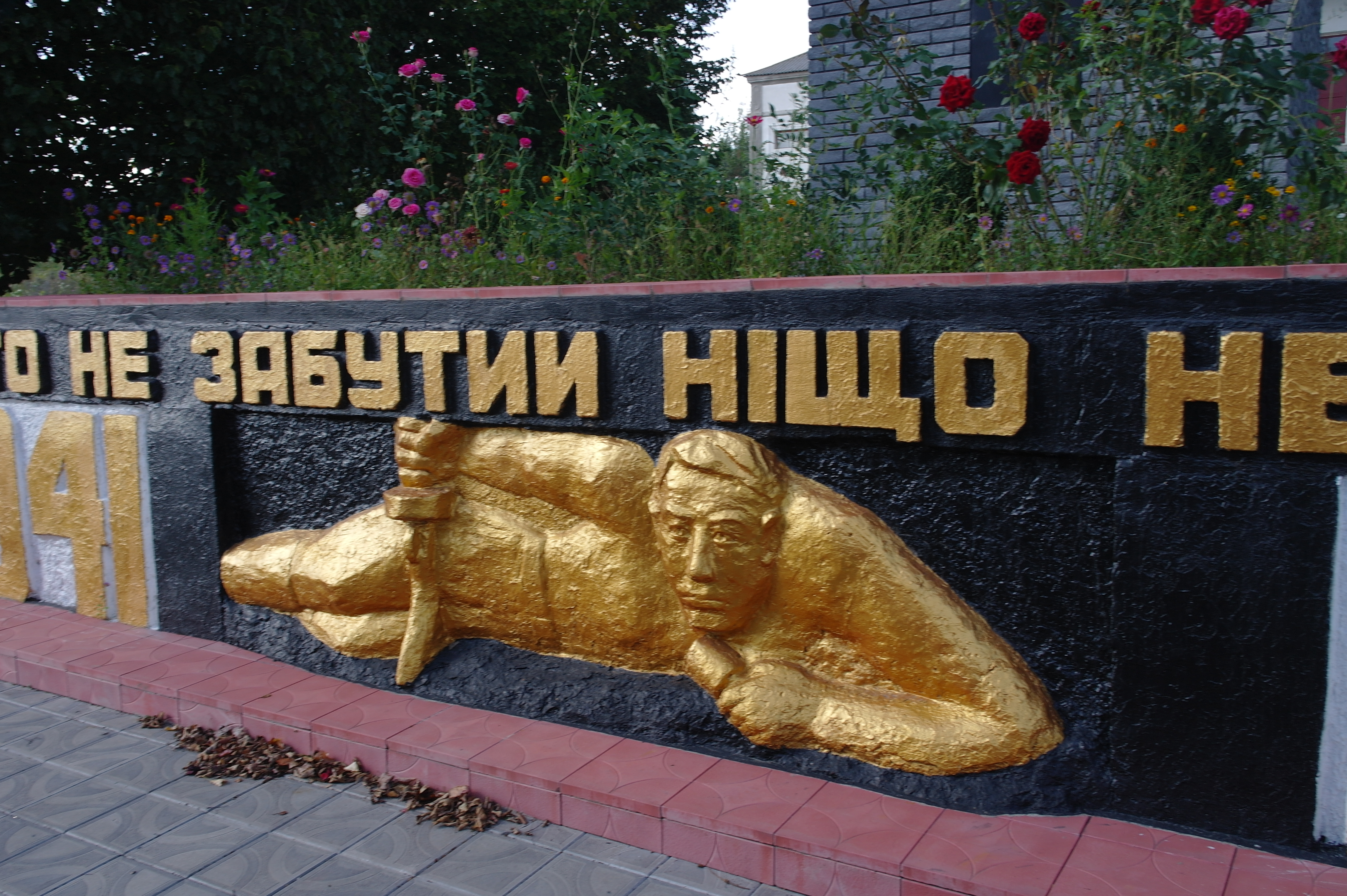
Елемент пам'ятника

## Відомі люди
- Георгій (Ярошевський) (1872—1923) — єпископ Православної російської церкви; митрополит Варшавський, патріарший екзарх у Польщі. Вважається першим предстоятелем Польської автокефальної православної церкви. Народився в Малій Тернівці[59].
- Карман Катерина Петрівна (1922—2014) — доярка колгоспу імені XXII з'їзду КПРС у селі Шляхова Вінницької області, Герой Соціалістичної Праці (1966). Проживала в Тернівці.
- Борейко Микола Павлович (нар. 1936) — шашкіст, майстер спорту СРСР із шашкової композиції (1982). Народився в Малій Тернівці.
- Десяк Ольга Федорівна (нар. 1940) — ланкова колгоспу «Україна» в Тернівці, Герой Соціалістичної Праці (1966), депутат Верховної Ради Української РСР 9-го та 10-го скликань. Народилась у Великій Тернівці.
- Поставиченко Андрій Андрійович — учасник АТО/ООС. Житель Тернівки. Нагороджений почесною грамотою Вінницької обласної державної адміністрації та обласної ради (2021)[60].
- Хаврун Алла Михайлівна — головний сержант роти протитанкових ракетних комплексів 56 окремої мотопіхотної бригади. Жителька Тернівки. Нагороджена почесним нагрудним знаком Головнокомандувача Збройних сил України «Золотий хрест» (2024)[61].

### Військовослужбовці, які загинули під час російсько-української війни

#### 2022 рік
- Підкапка Антон Сергійович (1996—2022) — сержант, військовослужбовець 59-ї окремої мотопіхотної бригади. Житель Тернівки. Загинув 12 березня 2022 року під час виконання бойового завдання поблизу селища Степова Долина Миколаївського району Миколаївської області внаслідок артилерійського обстрілу[62][63].
- Яремко Володимир Борисович (1990—2022) — боєць добровольчого формування. Житель Тернівки та Макарова Бучанського району Київської області. Загинув 25 березня 2022 року під час виконання заходів із забезпечення оборони поблизу села Калинівка Бучанського району Київської області[62][64].
- Борщевський Геннадій Володимирович (1982—2022) — солдат Сил територіальної оборони ЗСУ, стрілець 1-го стрілецького відділення 3-го стрілецького взводу 4-ї стрілецької роти в/ч А7335. Народився в Тернівці, житель Тернівки та Гарячківки Городківської громади. Загинув 25 квітня 2022 року під час виконання бойового завдання поблизу міста Ізюм Харківської області (за іншими даними — поблизу міста Слов'янськ Донецької області) унаслідок обстрілу на ротному опорному пункті. Нагороджений орденом «За мужність» III ступеня (посмертно)[62][65].
- Кучер Леонід Іванович (1981—2022) — солдат, кулеметник 2-го відділення 1-го взводу 1-ї стрілецької роти 66-ї бригади. Житель Тернівки. Загинув 6 жовтня 2022 року внаслідок поранень, отриманих під час виконання бойового завдання поблизу міста Бахмут Донецької області[62][66].

#### 2023 рік
- Штирбу Микола Юрійович (1976—2023) — старший солдат, номер обслуги 1-го мотопіхотного відділення 3-го мотопіхотного взводу 2-ї мотопіхотної роти 25 ОМБ. Житель Тернівки. Отримав важкі поранення під час виконання бойового завдання поблизу міста Гуляйполе Запорізької області внаслідок вогневих дій із боку противника. Помер 21 січня 2023 року в медичному закладі в місті Запоріжжя від зупинки серця[62][67].
- Коломієць Олександр Сергійович (1967—2023) — сержант, навідник 1-го механізованого відділення 3-го механізованого взводу механізованої роти 59-ї бригади. Житель Тернівки. Загинув 12 лютого 2023 року внаслідок поранень, отриманих під час виконання бойового завдання поблизу селища Невельське Донецької області внаслідок ворожого обстрілу. Похований у селі Рудницьке Піщанської громади. Нагороджений орденом «За мужність» ІІІ ступеня (посмертно)[62][68].
- Губаровський Сергій Михайлович (1988—2023) — старший солдат Національної гвардії України, навідник-оператор 2-го взводу розвідки спеціального призначення роти розвідки спеціального призначення. Житель Тернівки. Загинув 2 березня 2023 року під час виконання бойового завдання в районі селища Спірне Донецької області в результаті обстрілу позицій противником. Нагороджений орденом «За мужність» III ступеня (посмертно)[62][69].
- Шкільнюк Ярослав Миколайович (1989—2023) — солдат, оператор 1-го відділення протитанкових ракетних комплексів взводу протитанкових ракетних комплексів 2-го механізованого батальйону 22-ї окремої механізованої бригади (22 ОМБр). Житель Тернівки. Загинув 15 серпня 2023 року під час виконання бойового завдання в селі Кліщіївка Бахмутського району Донецької області внаслідок артилерійського обстрілу[62][70].
- Бурденюк Олексій Миколайович (1981—2023) — сержант, старший стрілець-оператор механізованого відділення механізованого взводу механізованої роти механізованого батальйону 116-ї окремої механізованої бригади (116 ОМБр). Житель Тернівки. Загинув 2 жовтня 2023 року під час виконання бойового завдання в районі села Новопрокопівка Пологівського району Запорізької області[62][71].

#### 2024 рік
- Ахтямов Олег Борисович (1989—2024) — солдат, гранатометник 1-го мотопіхотного відділення 2-го мотопіхотного взводу 1-ї мотопіхотної роти. Уродженець міста Могилів-Подільський, житель Тернівки. Загинув 8 квітня 2024 року під час виконання бойового завдання поблизу селища Первомайське Донецької області внаслідок використання противником БпЛА[72].
- Франчук Сергій Олександрович (2001—2024) — солдат, стрілець-санітар 3-го штурмового спеціалізованого відділення 2-го штурмового спеціалізованого взводу 4-ї штурмової спеціалізованої роти 67-ї окремої механізованої бригади (67 ОМБр). Житель Тернівки та Гарячківки, родом із Городківки. Загинув 31 серпня 2024 року під час виконання бойового завдання поблизу селища Нью-Йорк Бахмутського району Донецької області[62][73].